# Habenaria yezoensis
Habenaria yezoensis là một loài thực vật có hoa trong họ Lan. Loài này được H.Hara mô tả khoa học đầu tiên năm 1935.